# 1970 NBA Draft
Draft 1970 r. zapisał się jako ten, który przyniósł wyjątkowo wielu utalentowanych graczy. Jest tu pięciu członków Hall of Fame, trzech znalazło się wśród wybranych do NBA’s 50th Anniversary All-Time Team (Maravich, Cowens i Archibald).

## Legenda
Pogrubiona czcionka – wybór do All-NBA Team.
|  | – występ w NBA All-Star Game. |

Gwiazdka (*) – członkowie Basketball Hall of Fame.

## Runda pierwsza
| Nr | Zawodnik          | Narodowość        | Drużyna NBA            | College/Drużyna                    |
| -- | ----------------- | ----------------- | ---------------------- | ---------------------------------- |
| 1  | Bob Lanier*       | Stany Zjednoczone | Detroit Pistons        | St. Bonaventure University         |
| 2  | Rudy Tomjanovich  | Stany Zjednoczone | San Diego Rockets      | University of Michigan             |
| 3  | Pete Maravich*    | Stany Zjednoczone | Atlanta Hawks          | Louisiana State University         |
| 4  | Dave Cowens*      | Stany Zjednoczone | Boston Celtics         | Florida State University           |
| 5  | Sam Lacey         | Stany Zjednoczone | Cincinnati Royals      | New Mexico State University        |
| 6  | Jim Ard           | Stany Zjednoczone | Seattle SuperSonics    | University of Cincinnati           |
| 7  | John Johnson      | Stany Zjednoczone | Cleveland Cavaliers    | University of Iowa                 |
| 8  | Geoff Petrie      | Stany Zjednoczone | Portland Trail Blazers | Uniwersytet Princeton              |
| 9  | George E. Johnson | Stany Zjednoczone | Baltimore Bullets      | Stephen F. Austin State University |
| 10 | Greg Howard       | Stany Zjednoczone | Phoenix Suns           | University of New Mexico           |
| 11 | Jimmy Collins     | Stany Zjednoczone | Chicago Bulls          | New Mexico State University        |
| 12 | Al Henry          | Stany Zjednoczone | Philadelphia 76ers     | University of Wisconsin            |
| 13 | Jim McMillian     | Stany Zjednoczone | Los Angeles Lakers     | Columbia University                |
| 14 | John Vallely      | Stany Zjednoczone | Atlanta Hawks          | UCLA                               |
| 15 | John Hummer       | Stany Zjednoczone | Buffalo Braves         | Uniwersytet Princeton              |
| 16 | Gary Freeman      | Stany Zjednoczone | Milwaukee Bucks        | Oregon State University            |
| 17 | Mike Price        | Stany Zjednoczone | New York Knicks        | University of Illinois             |

Gracze spoza pierwszej rundy tego draftu, którzy wyróżnili się w czasie gry w NBA to: Calvin Murphy, Nate Archibald.